# Gare de Lao Cai
La gare de Lào Cai (vietnamien : Ga Lào Cai) est à une gare ferroviaire vietnamienne située dans la ville de Lào Cai, province de Lào Cai.

## Situation ferroviaire
La ligne est l’extrémité vietnamienne de la ligne de Hanoï à Lào Cai. 
Lao Cai est le point de descente des touristes à destination de Sa Pa. 
Cette gare est desservie 4 fois par jour depuis Hanoi, le trajet durant 8 heures.
La gare de Lào Cai fait partie de la ligne du Yunnan, la reliant à Kunming, capitale de la province chinoise du Yunnan, avec le terminus de la gare de Kunming-Nord. Sur cette ligne, la gare de Bisezhai, construite en 1909, contrôlé à tour de rôle par français, anglais, américains des États-Unis, allemands, japonais, puis grecs, au début du XXe siècle, était un point important des échanges commerciaux entre l'Indochine française et la Chine.